# Hypotesen om petrodollar och krig
Hypotesen om petrodollar och krig, som är en försvenskning av uttrycket Petrodollar warfare, avser hypotesen att dollarns ställning som reservvaluta och den valuta som oljan prissätts i är den faktor som mer än andra bidragit till att forma USA:s utrikespolitik under de senaste årtiondena. Uttrycket Petrodollar warfare myntades av William R. Clark i en bok med samma namn. 

## Hypotesen
Merparten av all olja som säljs i världen är prissatt i amerikanska dollar., vilket enligt hypotesens företrädare innebär att alla oljeimporterade länder (vilka är de flesta) måste hålla stora lager av US-dollar för att garantera denna oljeimport. Detta skapar en konsekvent hög efterfrågan på US-dollar och följaktligen även en US-dollar som värderas högre än deras bakomliggande ekonomi. 

## Politiska händelser
År 2000 konverterade Irak alla sina oljeaffärer inom ramen för Oil for Food-programmet från dollar till euro. Strax efter att USA invaderat Irak 2003 ändrades dock detta, det vill säga oljehandeln återgick till att ske i dollar.